# Ар'ян Кінг
Ар'ян Джозеф Кінг (англ. Aryan Joseph King; 5 листопада 1995, Мадрид, Іспанія) — співак, пісняр, гострайтер, музичний продюсер і професійний гітарист. Маючи іспанське, вірменське і перське коріння, живе в Україні.

## Біографія

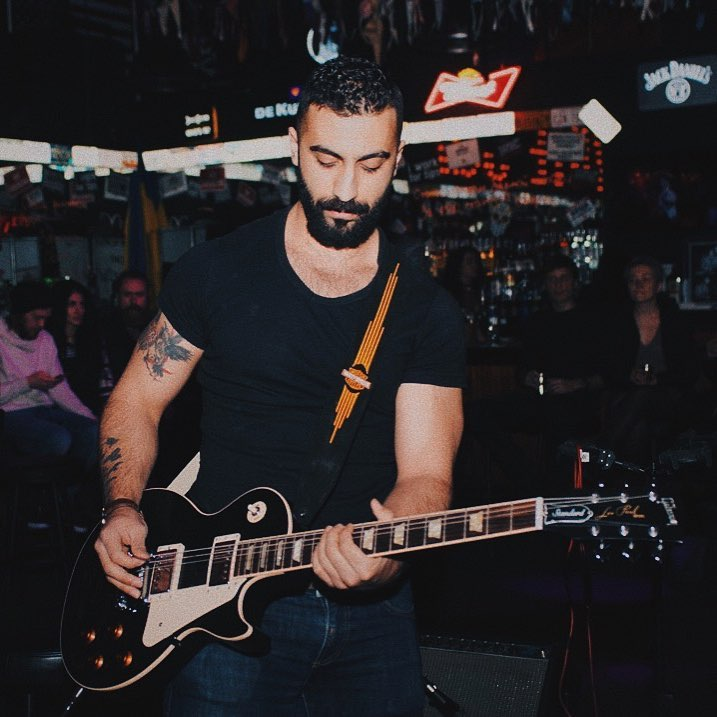

Ар'ян Кінг народився в Мадриді у музикантів. В дитинстві записував пісні у стилі хіп-хоп зі старим MP3-плеєром та мікрофоном. Був шанувальником хіп-хоп культури, захопився «Parisienne Walkways» Гері Мура та «November Rain» Guns N' Roses. Відрізняється атмосферним голосом та інтроспективний ліричний підхід, який часто досліджує його особисте життя на інтимному та універсальному рівні. Як художник, творчий процес Ар'яна Кінга полягає у тому, щоб просто дивитися на світ навколо себе та винагороджувати його. Музика Ар'яна розповідає історію, а тексти привабливі і своєрідні. Його музика здатна надихати, і це світло для тих, хто заблукав у світі, що потопає в посередності. Його харизматична особистість встановлює справжній зв'язок зі своєю аудиторією, яке музика випромінює рідкісний сплеск творчості. Більшість його робіт присвячена основам любові, щоб допомогти слухачам зрозуміти, що означає отримувати і, що важливіше, дарувати любов. Він розуміє, що немає швидкого вирішення всіх хвороб світу, але зцілення починається з любові до себе та інших. Філософія Ар'яна як музиканта полягає в тому, щоб долати труднощі, постійно вдосконалюватись і наводити лад у хаосі своєю музикою. Він прагне присвятити весь свій час, зусилля та енергію музиці та перетворитися на артиста, який пише та співпрацює з найкращими співаками та музикантами світу. Він прагне просувати написання пісень уперед, а не бути частиною «нової тенденції». Будучи неамериканцем, він дуже пишається тим, що відродив американський блюз, живлячи свою любов і пристрасть до музики з видатною завзятістю та турботою. Він вірить, що знаходиться на правильному шляху до здійснення своєї дитячої мрії стати найкращим блюзовим гітаристом у світі.

## Освіта

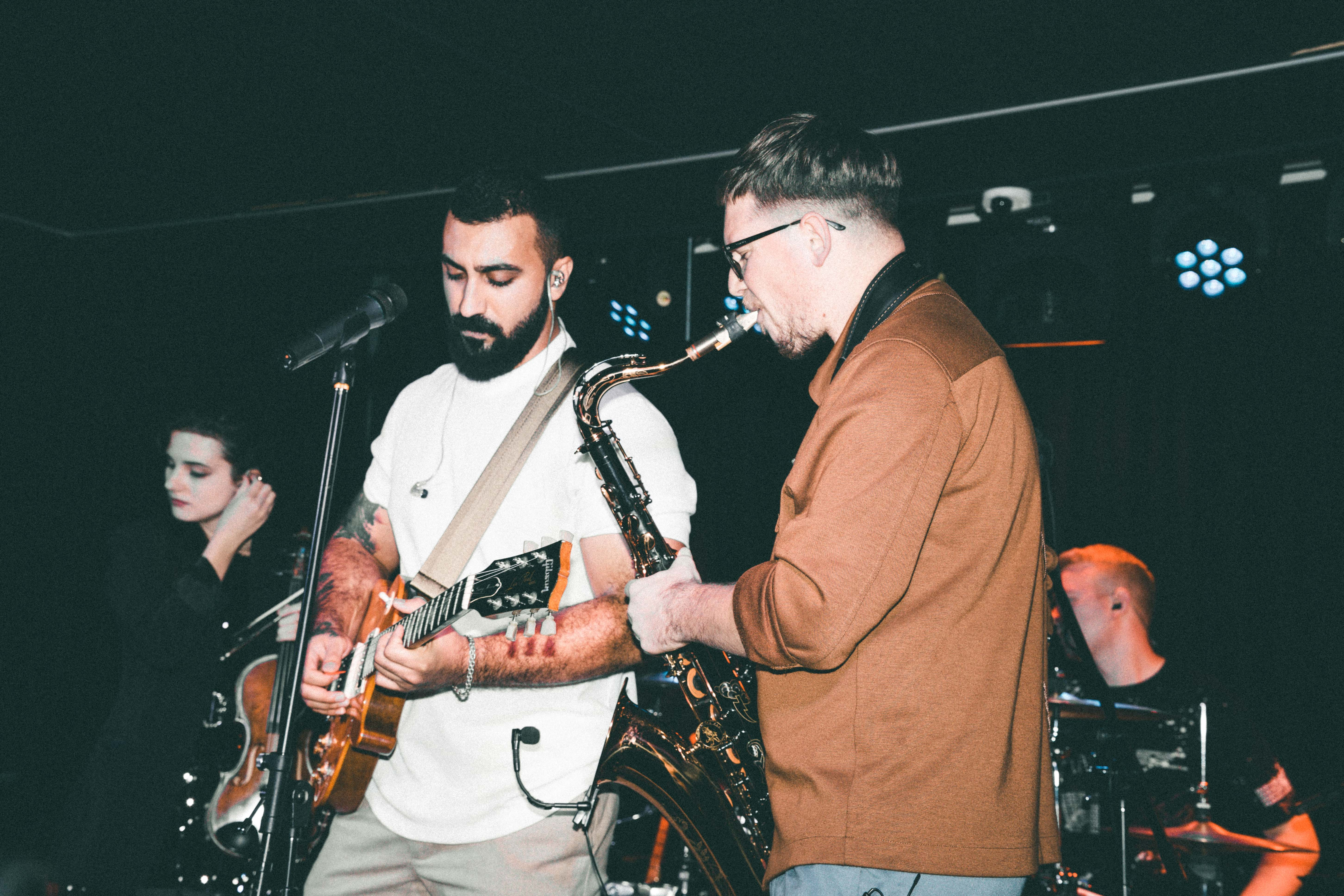

Для отримання професійної музичної освіти Ар'ян Кінг тричі відвідував Музичний коледж Берклі, щоб вивчати написання пісень, виробництво музики та музичний бізнес. Він вступив до Рочестерського університету, щоб здобути вищу освіту в галузі інформаційних технологій і мов програмування, де до своєї кваліфікації додав звукову та музичну інженерію.

## Кар'єра
Першим вчителем музики Ар'яна Кінга був його батько. Йому було три роки, коли батько навчив його грі на гітарі фламенко. Він виявив величезний ентузіазм до музики після виступу на своєму першому концерті у семирічному віці. Ар'яну було лише п'ятнадцять, коли він виступав на своєму дебютному джем-сейшені, який обернувся провалом. Ар'ян Кінг не був готовий піти, і його прагнення зробити значний внесок у музичну індустрію переважало над усім іншим. Він ізолювався у власному будинку на 3 місяці, продовжуючи битися з гітарою, поки його пальці не почали кровоточити, а струни не розійшлися. Його наполегливість та відданість зрештою дали свої плоди, і виконавці зі світовим ім'ям почали запрошувати його на приватні концерти, джем-сейшні та студійні записи.

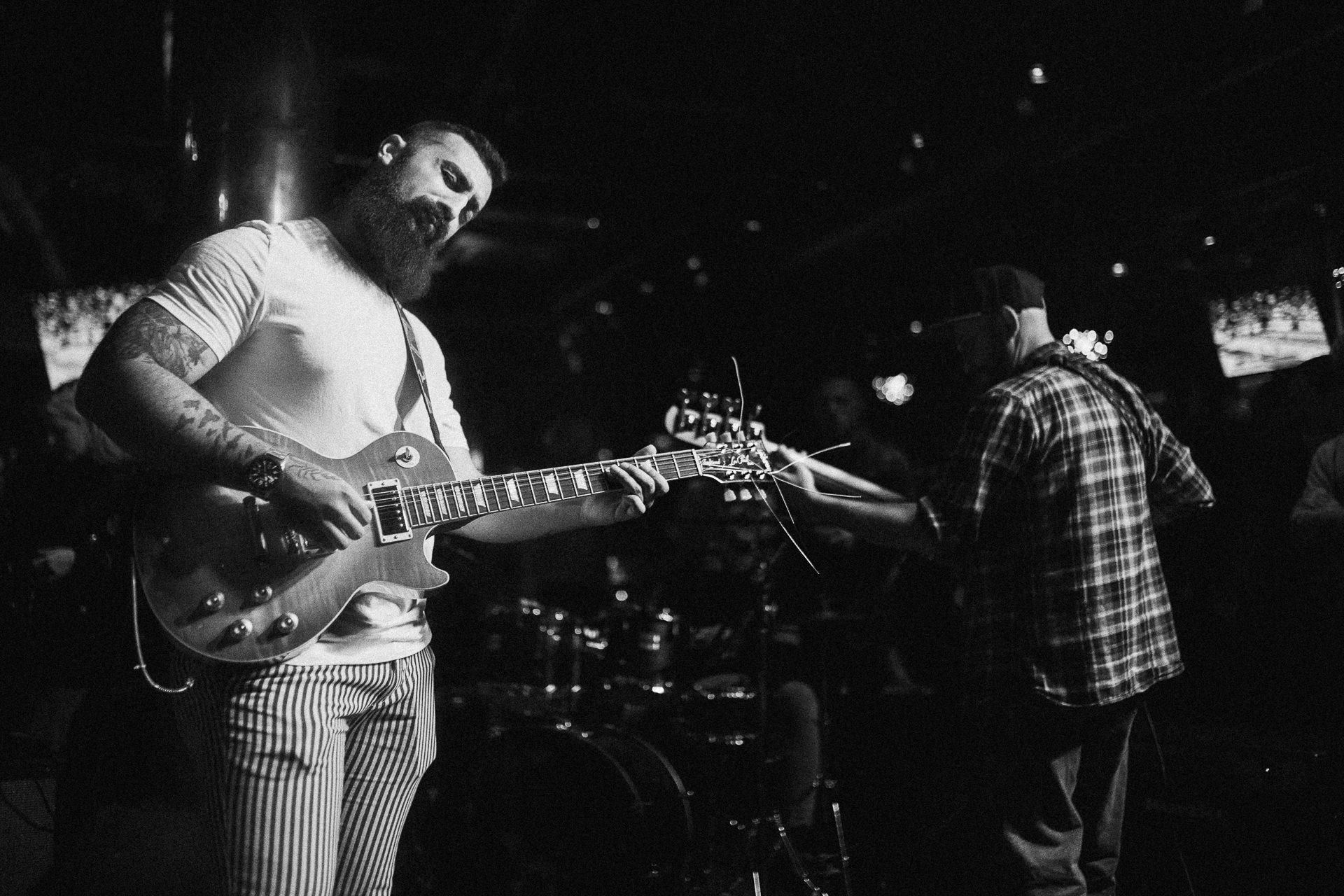

Ар'ян Кінг працював гострайтером та продюсером для кількох відомих у всьому світі музикантів. 2017 ознаменував початок нового етапу в його житті, коли він почав роботу над своїм власним альбомом. Лише 28 вересня 2019 року Ар'ян Кінг уперше вирушив на студію, щоб записати свою власну пісню у власному виробництві. Це був повний успіх, оскільки він міг охопити велику світову аудиторію через YouTube. Альбом Juliet Ар'яна Дж. Кінга доступний на потокових платформах, включаючи Apple Music, YouTube, YouTube Music, Spotify та Tidal. У 2020 році Ар'ян створив гімн до Всесвітнього дня біженців для УВКБ ООН.

## Дискографія

### Міні-альбоми (EP)
| Рік  | Альбом | Треки                                                                   |
| ---- | ------ | ----------------------------------------------------------------------- |
| 2021 | Juliet | - What About - Morning Coffee - She's Gone - When I'm Gone - The Letter |

### Сингли
| Рік  | Сингл      |
| ---- | ---------- |
| 2019 | What About |

### Кліпи
| Рік  | Кліп       | Режисер        | Альбом |
| ---- | ---------- | -------------- | ------ |
| 2021 | What About | Anton Shatohin | Juliet |